# Ensamble Quintessence
Ensamble Quintessence es un ensamble de jazz contemporáneo chileno. Nace en Santiago de Chile en 2005 luego de la fusión de los quintetos Mr.Bean y Quinteto Colectivo liderados por Federico Dannemann y Roberto Dañobeitia, respectivamente. Su nombre viene con el concepto desarrollado por el director de orquestas modernas Quincy Jones y su disco The Quintessence de 1961, "transmutación maravillosa e increíble" como refiere el significado de la palabra.
La pequeña orquesta se alejó de las clásicas Big bands de swing y se avocó a la composición en un estilo contemporáneo más cercano a Gil Evans, George Russell, Lennie Tristano o Gunther Schuller.
Algunos de los jazzistas más destacados de la generación del 2000 como Agustín Moya, Andrés Pérez Muñoz, y Cristián Gallardo, en saxos, el trompetista Sebastián Jordán, encabezaban lo bronces. La sección rítmica estuvo compartida por las dos guitarras de sus directores-compositores mientras que el fondo se definió por el contrabajista Rodrigo Galarce, Lautaro Quevedo en piano y el baterista Félix Lecaros. El Ensamble integró a diferentes músicos cada año, como Carlos Cortés en Batería, Diego Manuschevich en el clarinete bajo, además de Francisco Núñez, en Dirección. 

## Historia
Su primer disco Quintessence 2005-2007 (2007), incorporó además a nuevas obras del pianista británico-chileno Martin Joseph (“Diálogos”) y del compositor y cantautor Marcelo Vergara (“La mosca”).
En 2007 comenzaron a actuar en salas de conciertos como el Goethe Institut, el Salón de Honor de la Casa Central de la Universidad de Chile e incluso el Teatro Matucana 100, donde realizó un concierto dedicado a los 90 años del natalicio de Violeta Parra como orquesta cuya voz solista fue la compositora Francesca Ancarola. La cantautora acompañó nuevamente al ensamble en sus históricas apariciones de enero de 2009 en el Festival Internacional Providencia Jazz y de marzo en el Teatro Municipal de Santiago. En noviembre siguiente Quintessence editó el disco Anónimo (2009), que incluyó una famosa "La cueca del retorno" escrita por el pianista Mario Lecaros en 1991.
Anónimo, su segundo disco editado por Sello Oveja Negra y ganador del Fondo Nacional de la Música, continúa en la senda de composiciones originales que mezclan prodigiosamente jazz, folclore y música clásica. Esta segunda placa discográfica, cuenta con la participación de destacados músicos invitados: Mario Lecaros, Jeremías Núñez, Alfredo Abarzúa, Matías Piñeira, Daniel Rodríguez, Francesca Ancarola y Elicura Chihuailaf.
Una de sus participaciones importantes fue en el Concurso Internacional de Intérpretes de Jazz en Granada, España, donde de los más de 60 grupos de jazz de todo el mundo que postularon, Ensamble Quintessence logró el cuarto lugar por su originalidad de repertorio e imponencia sobre el escenario.
También se presentaron junto a Gepe y Pedro Piedra en 2011.
En 2015, lanzaron el disco "Décimo", que lleva ese nombre en conmemoración de los diez años de la agrupación. Editado por Discos Pendiente y financiado por el Fondo de la Música, este disco está compuesto por 10 composiciones originales, interpretadas por 4 saxos, 2 trompetas, 2 trombones, 2 guitarras, 1 piano, 1 contrabajo y 1 batería. El disco obtuvo el Premio Pulsar 2016 "Mejor artista Jazz y Fusión"

## Discografía
- Quintessence 2005-2007 (Sello Vértice, 2007)
- Anónimo (Sello Oveja Negra, 2009)
- Décimo (Discos Pendiente, 2015)